# Flughafen Osaka-Itami

i8
i11
i13
Der Flughafen Osaka-Itami (japanisch 大阪国際空港 Ōsaka Kokusai Kūkō, deutsch ‚Internationaler Flughafen Osaka‘, englisch Osaka International Airport, IATA-Code: ITM, ICAO-Code: RJOO) ist ein japanischer Verkehrsflughafen in der Region Kinki in Japan. 
Er bedient das Ballungsgebiet Kansai mit der größten Stadt Osaka sowie fast ausschließlich weitere nationale Ziele. Der Flughafen Osaka-Itami gilt nach der japanischen Gesetzgebung trotz überwiegend „nur“ nationaler Flugziele als Flughafen 1. Klasse.

## Lage und andere Flughäfen der Region
Der Flughafen liegt teilweise in den Städten Ikeda und Toyonaka der Präfektur Osaka und zum größten Teil in der Stadt Itami, Präfektur Hyōgo. 
Er liegt vollständig innerhalb bebauten Gebietes, weshalb es immer wieder Diskussionen darüber gibt, den Flugbetrieb zu Gunsten des Flughafens Kansai einzustellen. Allerdings ist er bei den Passagieren beliebt, da er viel näher zum Stadtzentrum Osakas liegt als der Flughafen Kansai.
In der Region gibt es zwei weitere Flughäfen: Für internationale Flüge ist dabei hauptsächlich der Flughafen Kansai zuständig und seit 2006 für nationale Flüge der Konkurrenzflughafen Kobe. Die „Konferenz zur Erneuerung der Verwaltung“ hat eine Zusammenlegung vorgeschlagen, um Kosten zu sparen. Während Tōru Hashimoto, der ehemalige Gouverneur von Osaka, eine Schließung unterstützte, um so den Flughafen Kansai zu stärken, wollen Toshizō Ido, Gouverneur von Hyōgo, und das Präfekturparlament Hyōgo den Flughafen Itami erhalten.
Ende 2015 wurde ein Vertrag mit dem Flughafenbetreiber ORIX/VINCI geschlossen, der beide Flughäfen Itami und Kansai für 44 Jahre bewirtschaften wird. Er dient als Drehkreuz von All Nippon Airways und Japan Airlines.

## Zwischenfälle
- Am 10. Dezember 1946 stürzte eine Curtiss C-46F-1-CU Commando der United States Army Air Forces (USAAF) (Luftfahrzeugkennzeichen 44-78604) zwei Minuten nach dem Start 8 Kilometer südwestlich des Militärflugplatzes Osaka-Itami ab. Von den 23 Insassen kamen 22 ums Leben.[4]

- Am 6. September 1950 stürzte eine Douglas DC-4/C-54D-5-DC der United States Air Force (USAF) (42-72583) 7 km hinter dem Startflughafen Osaka-Itami ab. Alle 11 Insassen kamen ums Leben.[5]

- Am 30. September 1957 fing bei einer Douglas DC-4-1009 der Japan Airlines (JA6011) während des Starts vom Flughafen Osaka-Itami in 90 Metern Höhe das Triebwerk Nr. 1 (links außen) Feuer. In einem Reisfeld wurde eine Notlandung durchgeführt. Das Flugzeug wurde irreparabel beschädigt. Alle 57 Insassen überlebten den Unfall.[6]

- Am 12. Juni 1961 brach das rechte Hauptfahrwerk einer Vickers Viscount 744 der All Nippon Airways (G-APKJ) bei einer sehr harten Landung auf dem Flughafen Osaka-Itami. Die Maschine wurde zum wirtschaftlichen Totalschaden. Alle 49 Insassen, fünf Besatzungsmitglieder und 44 Passagiere, überlebten.[7]

- Am 10. April 1962 kam es mit einer Douglas DC-4/C-54-DO der Japan Airlines (JA6003) auf dem Flughafen Osaka-Itami zu einer Bauchlandung. Das Flugzeug wurde irreparabel beschädigt. Alle 64 Insassen überlebten den Unfall.[8]

## Galerie

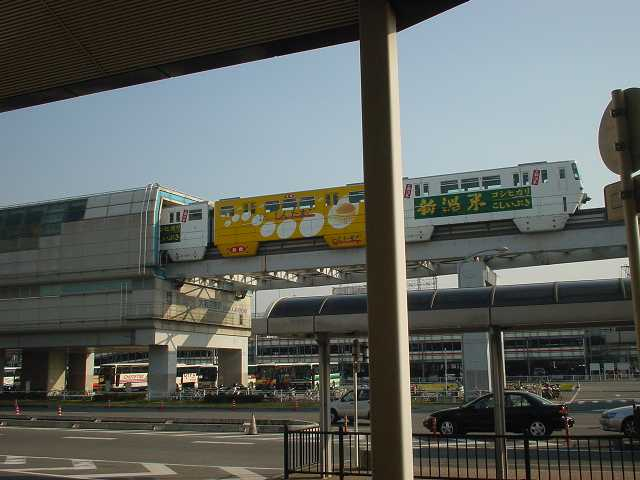
Osaka Monorail beim Verlassen des Flughafenbahnhofs
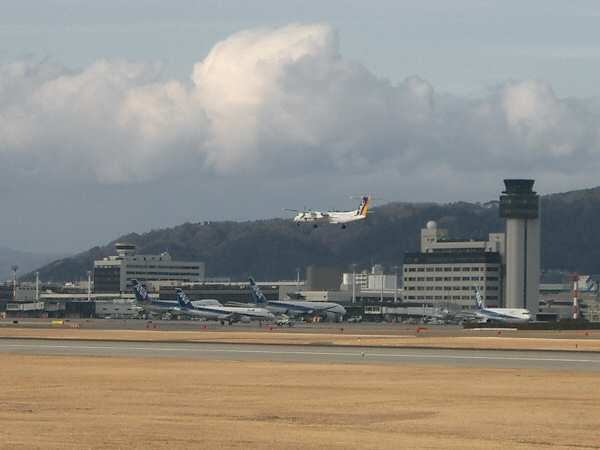
Osaka Itami Kontrollturm und Terminal